# Baueröd
Baueröd ist ein Gemeindeteil des Marktes Velden im niederbayerischen Landkreis Landshut.

## Lage
Die Einöde Baueröd liegt vier Kilometer südwestlich des Marktplatzes von Velden.

## Bevölkerungsentwicklung
Um 1871 gab es in Baueröd zehn Einwohner. Im Mai 1987 lebten dort nach kleineren Schwankungen der Bevölkerungszahl wieder zehn Einwohner in zwei Wohngebäuden.
| Jahr      | 1871 | 1925 | 1950 | 1970 | 1987 |
| Einwohner | 10   | 9    | 10   | 15   | 10   |